# Johannes Kleiman
Johannes Kleiman (Koog aan de Zaan, 17 augustus 1896 – Amsterdam, 28 januari 1959) was een Nederlands zakenman, die vooral bekend geworden is uit het dagboek van Anne Frank. Hij was tijdens de Tweede Wereldoorlog een van de helpers van de onderduikers in het Achterhuis.

## Levensloop
Begin jaren twintig leert hij Otto Frank kennen. Frank opende een filiaal van de bank van zijn familie in Amsterdam. In 1923 benoemt Otto Frank Johannes Kleiman tot procuratiehouder (gevolmachtigde voor een firma) van de aan de Keizersgracht 604 geopende bank. Door slechte zaken wordt de zaak in 1924 gesloten. De firma verhuist naar Kleimans privéadres, tot de schulden zijn afgehandeld. In 1925 gaat Kleiman voor het bedrijf van zijn broer Willy werken. In 1929 wordt het bankfiliaal pas officieel opgeheven.
In 1933 start Otto Frank zijn nieuwe bedrijf, een firma die handelt in pectine, genaamd Opekta. Johannes Kleiman doet de boekhouding voor het bedrijf. In 1938 gaat het minder goed met Opekta. Frank besluit Opekta uit te breiden met de verkoop van vleeskruiden, samen met Hermann van Pels die daar verstand van heeft. In juni 1938 wordt Handelsmaatschappij Pectacon ingeschreven bij de Kamer van Koophandel. Kleiman is hier de directeur van. Eind 1940 verhuizen Pectacon en Opekta naar de Prinsengracht 263, en wordt Kleiman boekhouder bij beide bedrijven.
Tijdens de bezetting mogen Joden geen bedrijf meer leiden, en wordt de leiding overgedragen aan Victor Kugler, een werknemer van Otto Frank. De firmanaam wordt later gewijzigd in Gies & Co., met als aandeelhouders Jan Gies, Kleiman en Kugler, die de dagelijkse leiding hebben, Opekta en Pectacon worden op last van de nazi's geliquideerd door de 'Verwalter' KOM Wolters. In verband met de dreiging dat Joden naar Duitsland worden getransporteerd, besluiten Frank en Kleiman dat de Joodse vrienden moeten onderduiken. Hiervoor wordt het achterhuis, een deel van het bedrijfspand waar Opekta gevestigd is, omgebouwd tot onderduikadres. Enkele maanden later duikt de familie Frank samen met de familie Van Pels en Fritz Pfeffer onder in het Achterhuis.
Op zondag 5 juli 1942 kreeg Margot Frank een oproep. Daarop begon het onderduiken. In de lange tijd dat de onderduikers in het achterhuis zaten, was Kleiman het aanspreekpunt bij calamiteiten. Er waren inbraken, ziektes en andere problemen. Ook regelt hij de gecodeerde brieven naar de familie Frank in Zwitserland. Kleiman krijgt problemen met zijn gezondheid. Iedereen in het huis leeft met hem mee, vooral Anne.
Op 4 augustus 1944 werden de onderduikers na verraden te zijn gearresteerd. Ook de helpers Kleiman en Kugler werden meegenomen. Zij werden na verhoord te zijn in het Huis van Bewaring I aan de Weteringschans overgebracht naar het Huis van Bewaring II aan de Amstelveenseweg. Ze hielden daar contact door op de verwarmingsbuizen te kloppen en door briefjes uit te wisselen tijdens het luchten. Begin september werd Kleiman samen met Kugler naar het Polizeiliche Durchgangslager Amersfoort gebracht. Wegens slechte gezondheid werd Kleiman na enkele weken weer in vrijheid gesteld. Hij ging terug naar het bedrijf aan de Prinsengracht. Daar nam hij de leiding weer over.
Na de oorlog keerde Otto Frank als enige overlevende terug naar Amsterdam. In 1953 vertrok Frank naar Bazel, terwijl Kleiman bleef werken in de zaak. Onder zijn leiding verhuisde het bedrijf naar de Van Slingelandstraat, terwijl het pand aan de Prinsengracht leeg bleef staan. Hier leidde hij nog regelmatig journalisten en andere bezoekers door het achterhuis. Ook was hij nauw betrokken bij de oprichting van de Anne Frank Stichting op 3 mei 1957. Het museum dat daarop volgde, ziet Johannes Kleiman echter niet meer daar hij op 62-jarige leeftijd achter zijn bureau overlijdt. Hij werd begraven op Zorgvlied in een graf dat inmiddels geruimd is. Otto Frank spreekt tijdens de begrafenisplechtigheid.